# 迈阿赖努阿曼战役
迈阿赖努阿曼战役是叙利亚内战期间叙利亚政府军与叙利亚自由军（FSA）为争夺具有战略重要性的城镇迈阿赖努阿曼于2012年10月爆发的一场战役。

## 反对派武装的攻势
10月8日，反对派武装为争夺迈阿赖努阿曼发动了一场攻势。迈阿赖努阿曼紧邻M5高速公路，具有重要的战略位置。M5高速公路被来自大马士革的政府军增援力量用作驰援阿勒颇战役的重要路线。这座城镇之前在6月10日被反对派武装攻占过一次，但在8月被政府军夺回。在当天夜里，政府军开始对该城进行空袭以试图阻止反对派的进攻。

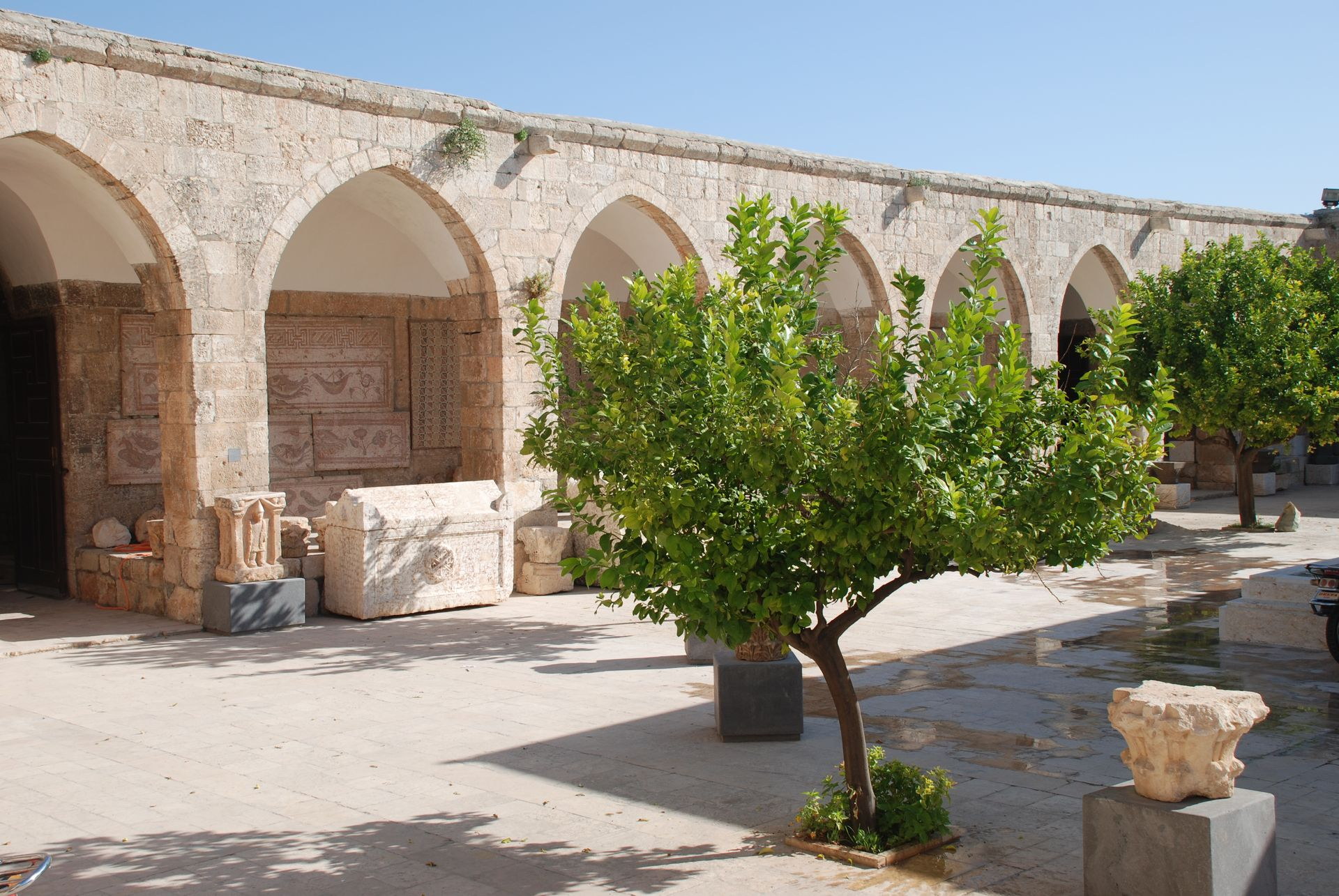
战前迈阿赖努阿曼市内的博物馆

到了第二天，反对派武装夺取了迈阿赖努阿曼周边的8处军事检查站，只剩下一个位于该市入口处的检查站还在政府军手上。反对派武装在镇内的博物馆设立了指挥部，这处博物馆之前被政府军占据。在攻占该城的过程中，反对派武装占领了位于“阿拉伯文化中心”的一处政府拘留设施。当他们进入这处设施时，不慎触发了一枚地雷，导致16名反对派武装丧生。据“叙利亚人权观察组织”的报道，在这处拘留设施内，反对派武装发现了25名被拘留者的尸体，其中包括2名政府军变节者。之后，一家反对派媒体机构正式发布说明，声称在拘留设施内有65人被处决，其中50人是政府军变节者。总的来说，到目前为止，如果不计入政府军死亡人数的话，在战斗中有超过60人丧生，其中至少40人是平民，其余为反对派武装。

## 政府军的反攻以及瓦迪代夫围困战
10月10日，反对派武装控制了迈阿赖努阿曼的西部入口而政府军控制着东部入口。在东部入口，政府军据报道在当地集结以发动一场反击。来自伊德利卜市南部Mastumah的坦克被派往迈阿赖努阿曼地区。政府军沿着高速公路部署以保护坦克部队在调集的过程中免受反对派的袭扰。反对派武装试图阻止政府军的集结并且据报道摧毁了3辆坦克。据报道在迈阿赖努阿曼南部的Khan Sheikhun反对派也阻截了政府军的推进，在冲突中有14名反对派武装分子丧生。当天晚些时候，政府军发动了一场反攻以试图重新夺回该城。反对派武装成功击退了政府军的进攻，但遭遇了严重损失。在一则报道中，据报道30名反对派武装丧生。
10月11日，一名法新社记者报道称反对派武装控制了5公里长的通向该城的高速公路。同一天，FSA对瓦迪代夫军事基地发动袭击。该基地在迈阿赖努阿曼东部，靠近高速公路，并且被政府军用来炮轰该市。反对派武装至少使用了一辆缴获的坦克、火箭筒以及迫击炮，而该城则继续遭到政府军的空袭。
10月12日，在政府军针对该市南部的一系列轰炸中，有12名反对派武装丧生。
10月13日，反对派武装再次对瓦迪代夫基地发动进攻。政府军对进攻中的反对派武装进行空袭，导致22名反对派武装受伤。为重新夺回该城，政府军对该城进行猛烈炮轰并发动多次空袭。政府军的一个主要空袭目标是一处位于地下的野战医院。当天晚些时候，反对派武装成功阻截了一支驶向该市、由40辆军车（其中还包括10辆坦克）组成的车队。这支车队被迫在迈阿赖努阿曼以南10公里处停止推进。

## 后续事件
这场战斗被视为是反对派武装的一次关键性胜利。通过夺取该市，反对派武装切断了政府军的一条通往阿勒颇的主要陆路补给线。但反对派武装未能在战役中成功夺取迈阿赖努阿曼外围的瓦迪代夫军事基地，而针对该基地的围困持续了6个月，直到在2013年8月中旬政府军成功突破封锁并“潜在地”重新打开了连接大马士革和阿勒颇的补给线路。